# Срна, Дарио
Да́рио Срна (хорв. Darijo Srna; род. 1 мая 1982[…], Меткович) — хорватский футболист, защитник. Экс-капитан сборной Хорватии. В сборной был основным исполнителем штрафных ударов и пенальти, с которых забил большинство своих голов.

## Юношеская карьера
Дарио Срна родился 1 мая 1982 года в небольшом городе Меткович (14 000 жителей), где очень популярен гандбол. Слева от его дома было футбольное поле, а справа — гандбольное. И 90 процентов детей в Метковиче занималось гандболом. Дарио же в гандбол никогда не играл. Увлечению футболом во многом поспособствовал его отец, в прошлом профессиональный футболист. Сначала Срна играл в футбол во дворе с друзьями, потом пошёл заниматься в местную спортшколу «Неретва». В 12-летнем возрасте Дарио Срна впервые надел футболку «Метковича»; в 14 лет попал в сборную. Потом его приглашали в загребское «Динамо» и «Хайдук».
В 16 лет Франко Барези звал Дарио в итальянский «Милан». Но его агент, в прошлом известный футболист Игор Штимац, посоветовал тогда не торопиться. Сказал, что он ещё молод, чтобы ехать в Италию. Срна послушал. После этого он подписал с «Хайдуком» профессиональный контракт.

## Клубная карьера

### «Хайдук»
После окончания академии Дарио оказался в сплитском «Хайдуке», цвета которого в то время защищали Милан Рапаич, Иван Леко, Мате Билич, Стипе Плетикоса.
Когда Дарио в 17 лет выступал за юниорскую команду, его подключили к основе. «Хайдук» играл с загребским «Динамо» в финале Кубка Хорватии. Тогда «Хайдук» проиграл — 1:3. Это был первый матч Дарио, он вышел на поле на 65-й минуте и получил красную карточку за то, что ударил соперника в лицо.
Через два года, в 19 лет, стал чемпионом Хорватии.
Мог перейти в «Шальке-04», дортмундскую «Боруссию», «Рому», «Кайзерслаутерн» и киевское «Динамо». Но «Шахтёр» был наиболее конкретен и предложил наилучшие условия контракта. Также несколько человек из бывшей Югославии уехали на Украину, и Дарио принял предложение из Донецка. Контракт подписал в один день со Стипе Плетикосой, с которым они вместе играли в «Хайдуке». Срна — в час дня, а Плетикоса — в семь вечера.
В чемпионате Хорватии провёл 69 игр, забил 7 голов. В Кубке Хорватии — 13 игр.

### «Шахтёр» (Донецк)

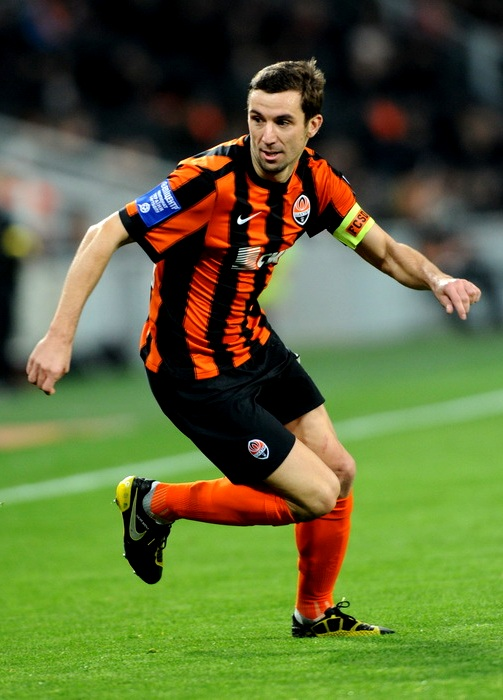
Дарио в составе «Шахтёра»

Хорватский легионер дебютировал в «Шахтёре» 12 июля 2003 года в матче с запорожским «Металлургом». Бернд Шустер (на тот момент главный тренер «горняков») на 76-й минуте поединка выпустил Дарио на замену вместо бразильца Брандао. Этот матч завершился крупной победой «оранжево-черных» со счётом 3:0.
Первый матч за «Шахтёр» в еврокубках сыграл в 1 раунде Кубка УЕФА 24 августа 2003 года против «Динамо» (Бухарест), тогда «Шахтёр» проиграл (2:0), а Срна был удалён с поля на 51-й минуте. Второй матч «Шахтёр» также проиграл (2:3) и по итогам двух встреч вылетел из турнира.
В мае 2006 года газета «Команда» включила его в рейтинг лучших футболистов чемпионата Украины: как фланговый защитник Срна занял 3 место, уступив Развану Рацу и Олегу Гусеву.
В июле 2006 года появилась информация, что Дарио может перейти в "«Портсмут» за 5 миллионов фунтов. Однако, хорват остался в «Шахтёре».
В конце мая 2010 года появилась новая информация о возможном переходе Дарио в английский «Челси».
Хорватский защитник донецкого «Шахтёра» признан лучшим игроком украинской Премьер-лиги 2009/10.
Весной 2010 года Срна дал комментарий относительно возникавших слухов о переходе в другой клуб:
Если бы я ушёл в "Реал" или любой другой большой клуб, то был бы одним из самых высокооплачиваемых игроков. Здесь я капитан, игрок с супер-статусом. Я колебался, но в итоге решился остаться и не ошибся. Здесь рай на земле.
Слухи о «Барселоне»
В декабре 2016 появилась информация что Срна может перейти в испанскую «Барселону». Однако хорват принял решение остаться в «Шахтёре»
Я и раньше сказал, и сейчас говорю, что моё сердце принадлежит "Шахтёру". Я остаюсь в "Шахтёре" и доволен этим решением. Послушал, что говорит моё сердце. Оно мне подсказало, что я должен остаться в "Шахтёре" и выиграть с командой чемпионат.

Я принял правильное решение. А что касается "Барселоны", не буду это комментировать, потому что непрофессионально. Самое важное, что я определился. Я хочу остаться в "Шахтере".

### Допинговый скандал
22 сентября 2017 года ФК «Шахтёр» подтвердил положительную допинг-пробу Срны:
ФК "Шахтёр" проинформирован, что в допинг-пробе Дарио Срны, взятой во внесоревновательный период, а именно 22 марта 2017 года, был найден запрещённый препарат.
На сегодняшний день не существует какого-либо запрета футболисту участвовать в соревнованиях. Однако после консультаций с клубом с целью концентрации на своей защите Дарио Срна принял решение приостановить выступления за команду. Клуб уважает и поддерживает решение Дарио и уверен, что игрок докажет свою невиновность.
Вместе с тем ФК "Шахтёр" считает неприемлемым применение допинга в спорте и подтверждает свою приверженность идее борьбы с допингом.

Дальнейшие комментарии по данному делу предоставляться не будут по причине конфиденциальности юридического разбирательства.
22 февраля 2018 года Национальный антидопинговый центр Украины дисквалифицировал хорвата на полгода, до 22 августа.

### «Кальяри»
22 июня 2018 года в качестве свободного агента подписал контракт с итальянским клубом «Кальяри»

## Международная карьера

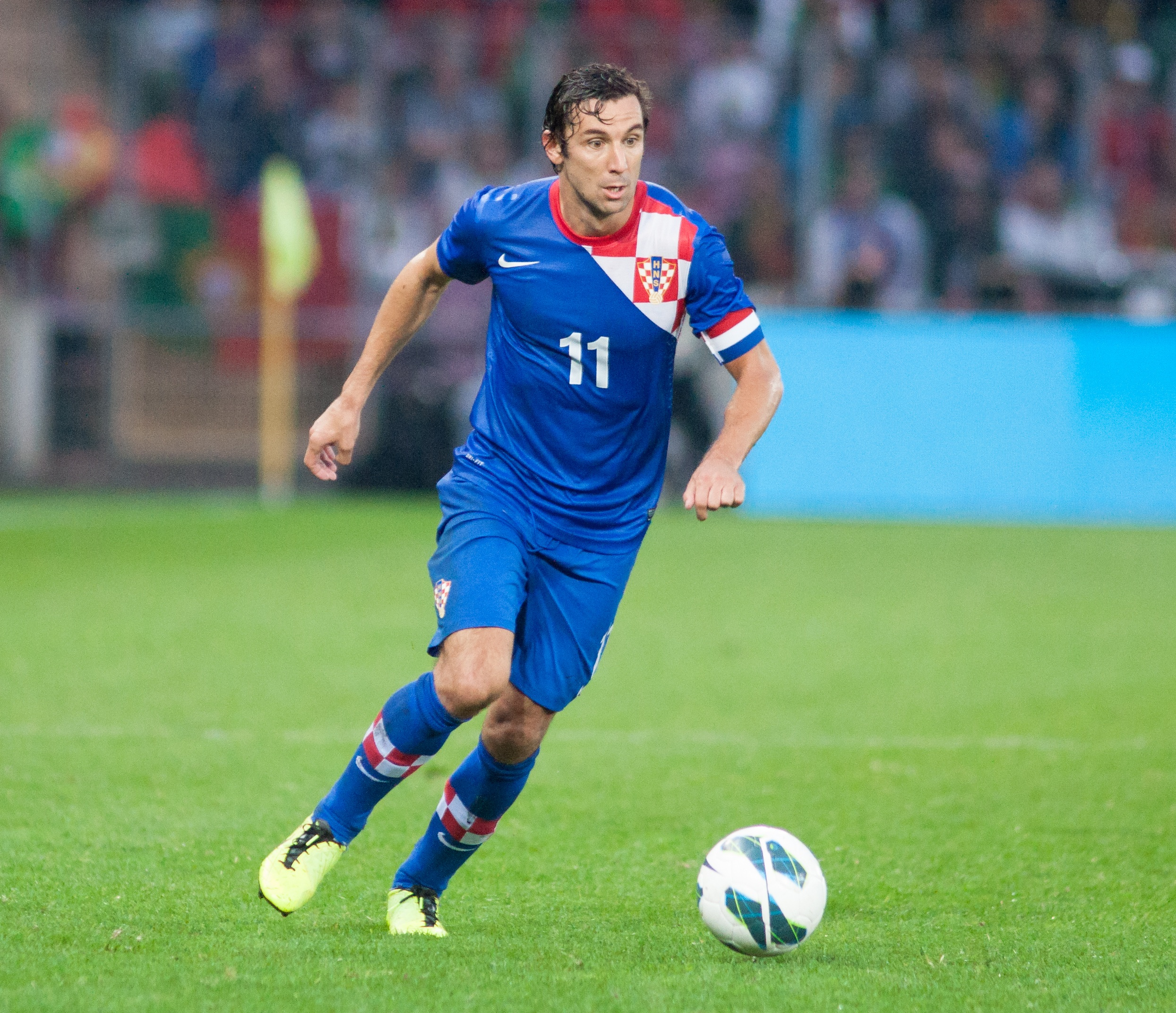
Срна в составе сборной Хорватии

В сборной Хорватии дебютировал в ноябре 2002 года в товарищеском матче против сборной Румынии.
Перед матчем отборочного турнира Евро 2008 против России Дарио Срна, Ивица Олич и Бошко Балабан покинули расположение сборной и отправились в ночной клуб Загреба, что в 25-ти километрах от лагеря национальной команды. В клубе началась драка, появилось телевидение и полиция. Журналисты сразу же узнали знаменитых в Хорватии игроков, и информация просочилась в СМИ. Государственное телевидение страны даже выпустило по этому поводу специальный сюжет, в котором назвало поведение Срны, Олича и Балабана «самым серьёзным нарушением дисциплины» профессиональными футболистами с момента обретения независимости Хорватией.
За это главный тренер сборной Хорватии исключил из сборной всех трёх футболистов. Но 22 сентября 2006 года Дарио всё же вызвали в сборную на отборочные матчи чемпионата Европы 2008 со сборными Андорры и Англии.
4 октября 2006 года покинул расположение сборной из-за подозрения на надрыв мышцы.

26 июня 2016 года, после вылета сборной Хорватии из Чемпионата Европы 2016 года Дарио принял решение о завершении карьеры в сборной 
«Я хочу сконцентрироваться на игре за Шахтер. Могу сказать, что все ещё голоден к успехам на футбольном поле. Мое самое большое желание — закончить карьеру на Донбасс Арене. Это мой город, мой стадион, моя жизнь».

## Тренерская карьера
21 июня 2019 года «Шахтер» представил нового главного тренера Луиша Каштру. Сразу после презентации Дарио Срна объявил о завершении карьеры футболиста и вошёл в тренерский штаб донецкого клуба в качестве ассистента.
16 октября 2023 года «Шахтер» назначил Дарио Срну исполняющим обязанности главного тренера.

## Достижения

### Командные
«Хайдук» (Сплит)
- Чемпион Хорватии: 2000/01
- Обладатель Кубка Хорватии: 2002/03

«Шахтёр» (Донецк)
- Чемпион Украины (9): 2004/05, 2005/06, 2007/08, 2009/10, 2010/11, 2011/12, 2012/13, 2013/14, 2016/17
- Обладатель Кубка Украины (7): 2003/04, 2007/08, 2010/11, 2011/12, 2012/13, 2015/16, 2016/2017
- Обладатель Суперкубка Украины (8): 2005, 2008, 2010, 2012, 2013, 2014, 2015, 2017
- Обладатель Кубка УЕФА: 2008/09

### Личные
- Лучший игрок сезона чемпионата Украины (2): 2008/09[18], 2009/10
- Входит в состав символической сборной года Лиги Чемпионов УЕФА: 2010/11[19]
- Входит в состав символической сборной года Лиги Европы УЕФА: 2015/16[20]
- Лучший игрок года в Шахтёре»: 2009[21]
- Кандидат в члены бомбардирского Клуба Максима Шацких: 49 голов.

### Награды
- Кавалер ордена «За мужество» III степени (2009)[22]
- Заслуженный мастер спорта Украины (2009)[23]

## Статистика выступлений

### Клубная
| Клуб             | Сезон            | Чемпионат | Чемпионат | Кубок | Кубок | Еврокубки | Еврокубки | Суперкубок | Суперкубок | Всего | Всего |
| Клуб             | Сезон            | Игры      | Голы      | Игры  | Голы  | Игры      | Голы      | Игры       | Голы       | Игры  | Голы  |
| ---------------- | ---------------- | --------- | --------- | ----- | ----- | --------- | --------- | ---------- | ---------- | ----- | ----- |
| Хайдук (Сплит)   | 1999/00          | 1         | 0         | -     | -     | -         | -         | -          | -          | 1     | 0     |
| Хайдук (Сплит)   | 2000/01          | 10        | 0         | 3     | 0     | -         | -         | -          | -          | 13    | 0     |
| Хайдук (Сплит)   | 2001/02          | 25        | 1         | 2     | 1     | 5         | 1         | -          | -          | 32    | 3     |
| Хайдук (Сплит)   | 2002/03          | 27        | 3         | 6     | 2     | 4         | 0         | -          | -          | 37    | 5     |
| Всего            | Всего            | 63        | 4         | 11    | 3     | 9         | 1         | -          | -          | 83    | 8     |
| Шахтёр (Донецк)  | 2003/04          | 19        | 0         | 5     | 3     | 5         | 0         | -          | -          | 29    | 3     |
| Шахтёр (Донецк)  | 2004/05          | 22        | 1         | 7     | 1     | 11        | 0         | 1          | 0          | 41    | 2     |
| Шахтёр (Донецк)  | 2005/06          | 21        | 2         | 1     | 0     | 10        | 0         | 1          | 0          | 33    | 2     |
| Шахтёр (Донецк)  | 2006/07          | 20        | 3         | 5     | 0     | 9         | 1         | 1          | 0          | 35    | 4     |
| Шахтёр (Донецк)  | 2007/08          | 28        | 0         | 3     | 0     | 10        | 0         | -          | -          | 41    | 0     |
| Шахтёр (Донецк)  | 2008/09          | 25        | 4         | 3     | 0     | 17        | 1         | 1          | 0          | 46    | 5     |
| Шахтёр (Донецк)  | 2009/10          | 26        | 2         | 2     | 1     | 10        | 1         | -          | -          | 39    | 4     |
| Шахтёр (Донецк)  | 2010/11          | 27        | 3         | 2     | 0     | 9         | 1         | 1          | 0          | 39    | 4     |
| Шахтёр (Донецк)  | 2011/12          | 25        | 3         | 3     | 0     | 5         | 0         | 1          | 0          | 34    | 3     |
| Шахтёр (Донецк)  | 2012/13          | 26        | 2         | 5     | 1     | 8         | 1         | 1          | 0          | 40    | 4     |
| Шахтёр (Донецк)  | 2013/14          | 27        | 6         | 2     | 0     | 8         | 0         | 1          | 0          | 38    | 6     |
| Шахтёр (Донецк)  | 2014/15          | 23        | 4         | 5     | 0     | 7         | 1         | 1          | 0          | 36    | 5     |
| Шахтёр (Донецк)  | 2015/16          | 19        | 2         | 4     | 0     | 17        | 3         | 1          | 1          | 41    | 6     |
| Шахтёр (Донецк)  | 2016/17          | 23        | 1         | 1     | 0     | 9         | 0         | 1          | 0          | 34    | 1     |
| Шахтёр (Донецк)  | 2017/18          | 8         | 0         | 1     | 0     | 1         | 0         | 1          | 0          | 10    | 0     |
| Всего            | Всего            | 339       | 33        | 49    | 6     | 136       | 9         | 12         | 1          | 537   | 49    |
| Кальяри          | 2018/19          | 18        | 0         | 2     | 0     | -         | -         | -          | -          | 20    | 0     |
| Всего            | Всего            | 26        | 0         | 2     | 0     | -         | -         | -          | -          | 20    | 0     |
| Всего за карьеру | Всего за карьеру | 429       | 37        | 62    | 9     | 145       | 10        | 12         | 1          | 640   | 57    |